# Oberbipp
Oberbipp es una comuna suiza del cantón de Berna, situada en el distrito administrativo de Alta Argovia. Limita al norte con la comuna de Wolfisberg, al este con Niederbipp, al sureste con Bannwil y Walliswil bei Niederbipp, y al oeste con Wiedlisbach y Rumisberg.
Hasta el 31 de diciembre de 2009 situada en el distrito de Wangen.

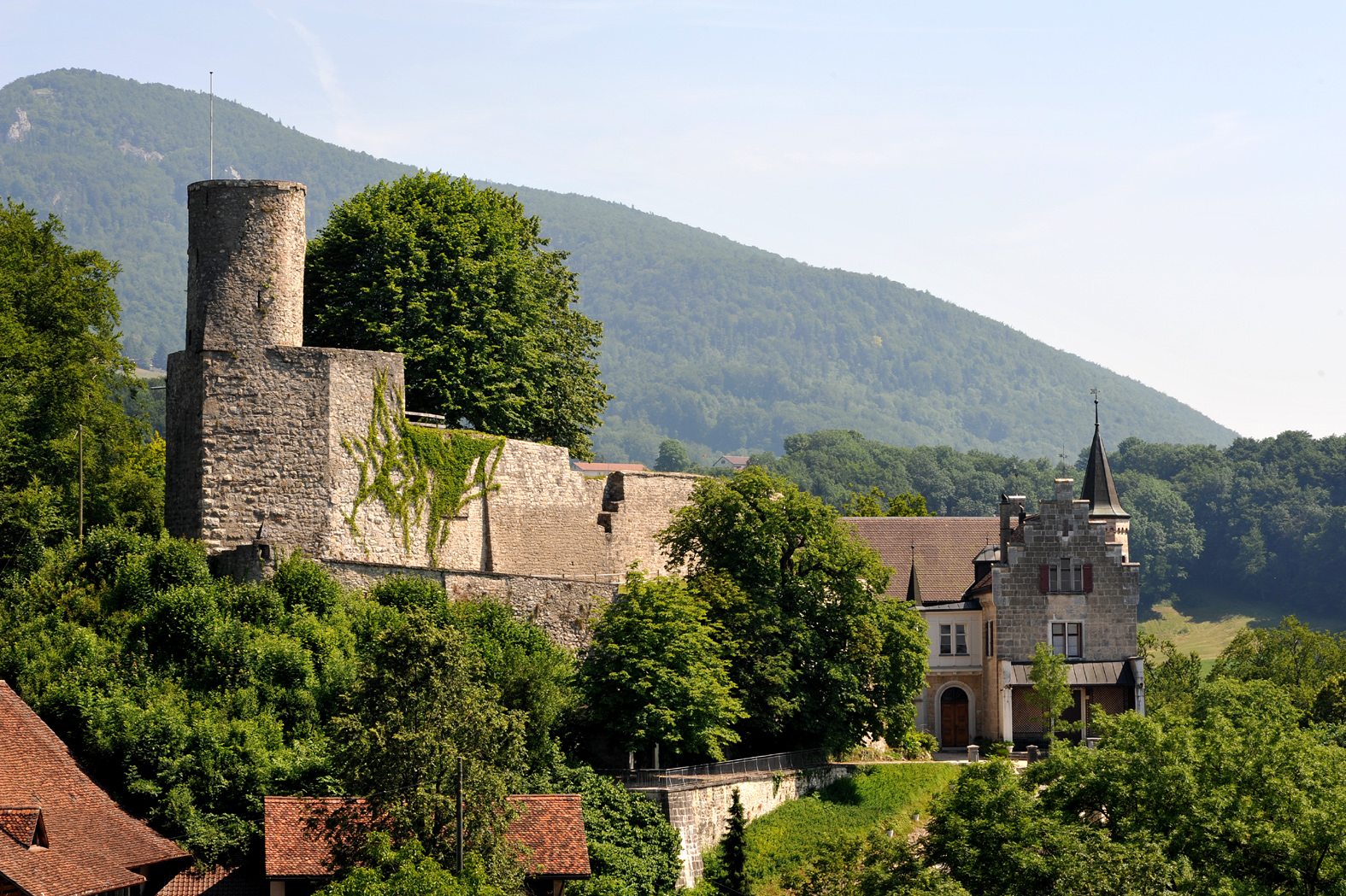
Castillo de Bipp.